# Kataliondas
Kataliondas (gr. Καταλιόντας) – wieś w Republice Cypryjskiej, w dystrykcie Nikozja. W 2011 roku liczyła 24 mieszkańców.